# František Krásenský
František Krásenský (15. srpen 1925 Bystřice nad Pernštejnem – 21. březen 2005 Jáchymov) byl kněz, farář v Jáchymově, rektor a superior domu u sv. Ignáce v Praze.

## Život
Studoval na velehradském gymnáziu. V roce 1942 vstoupil během studia do noviciátu Tovaryšstva Ježíšova. Na Velehradě složil první sliby dne 15. srpna 1944. Středoškolská studia dokončil v Bohosudově. Zde a v Brně pokračoval studiem filozofie. Po studiích odešel ke sv. Ignáci do Prahy. V roce 1950 byl internován v Bohosudově.
Od roku 1950 do roku 1953 prožil u PTP v Hájnikách u Zvolena. Tajně byl vysvěcen na kněze dne 15. srpna 1951 v Rajhradě biskupem Hnilicou. Od roku 1954 pracoval ve slévárně ČKD Praha.
V roce 1974 začal dojíždět jako kněz do Jáchymova v roce 1975 se tam přestěhoval natrvalo. Pouze v letech 1990–1992 sloužil u arcibiskupa Tomáška a zároveň fungoval jako rektor a superior domu u sv. Ignáce v Praze.
V závěru života bojoval s těžkou nemocí a prodělal několik těžkých úrazů a následných operací. Poslední mši sloužil 13. února 2005. Zemřel ve spánku na faře v Jáchymově dne 21. března 2005. Poslední rozloučení vedl v kostele sv Jáchyma v Jáchymově dne 31. března 2005 biskup Radkovský. Pohřben je Na Malvazinkách.

## Dílo a odkaz
- Záchrana a oprava Kaple svatého Jana Nepomuckého (Jáchymov)
- Záchrana a částečná oprava kostela sv. Petra a Pavla v Krásném Lese – za záchranu byl kardinálem Tomáškem v roce 1987 jmenován arciděkanem jáchymovským
- Rekonstrukce a restaurace kostela sv. Jáchyma v Jáchymově – osobně sehnal pomocí sbírek půl milionu korun na nové zvony
- Záchrana fary na Božím Daru – po restitucích byla budova p. Krásenským upravena na ubytovací zařízení
- Záchrana kostela sv. Anny na Božím Daru – svépomocí nechal opravit střechu a zajistil její nátěr
- Po roce 1989 inicioval Jáchymovské peklo – setkání bývalých vězňů jáchymovských táborů nucených prací